# Мейер, Арнольд
Арнольдус Йозефус Мейер (нидерл. Arnoldus Jozephus Meijer; 5 мая 1905, Харлеммермер, Северная Голландия — 17 июня 1965, Ойстервейк, Северный Брабант или Ойстервейк, Северный Брабант) — голландский политический деятель, священник.
Мейер вырос в набожной католической семье. Окончил семинарию и получил сан священника. Вступил в Римско-католическую государственную партию, но он нашёл её слишком умеренной и вступил в АНФБ. Вскоре после этого он получает наследство от отца, ссорится с Яном Баарсом и основывает в 1934 году движение Чёрный фронт. Мейер встретился с Бенито Муссолини и получил одобрение лидера итальянского фашизма.
Чёрный фронт на выборах 1939 года получил лишь 0,2 % голосов, и в следующем году движение влилось в состав Национального фронта. 13 декабря 1941 года Чёрный фронт был запрещён нацистам из-за его католицизма, а Мейеру пришлось уйти из политики. В 1944 году Арнольд был арестован, но сумел бежать в Бельгию. В 1946 году вернулся в Нидерланды и был приговорён к пяти годам тюрьмы. Через два года был освобождён и вернулся в политику. Писал статьи для журнала Aristo, который одобрял взгляды Ваутера Лутки.